# Aldietse Beweging
Die Aldietse Beweging war eine Panbewegung des 19. Jahrhunderts, die das Ziel hatte, die Sprecher des Niederländischen, Niederdeutschen und Friesischen politisch, kulturell und sprachlich zu vereinen. Die Bewegung fand zwischen den 1850er und 1870er Jahren nur begrenzte Unterstützung, hauptsächlich in Belgien. Sie kann als eine weiter gefasste Variante des Großniederlandismus oder der Flämischen Bewegung angesehen werden, jedoch mit einem stärkeren und irredentistischen Fokus auf die Sprache.

## Wortherkunft
Das Wort „diets“ ist ein Kognat von „deutsch“ und dem englischen Wort „Dutch“ und leitet sich letztlich vom urgermanischen *þiudiskaz ab, was „des Volkes“ bedeutet. Im Mittelniederländischen wurde „Diets“ als sprachlicher Marker verwendet, um die lokalen germanischen Dialekte von den benachbarten romanischen Dialekten abzugrenzen. Im 19. Jahrhundert wurde das Wort „Diets“ häufig verwendet, um die mittelniederländische Sprache zu bezeichnen und, im erweiterten Sinne, als poetischer Ausdruck für die niederländische Sprache und die Niederländischsprachigen im Allgemeinen, wobei sowohl Niederländer als auch Flamen umfasst wurden. Im modernen Niederländischen, wie im Mittelniederländischen, wird „Diets“ vor allem für die Sprache oder als Adjektiv verwendet und existiert selten als substantiviertes Adjektiv, wie „Deutscher“ oder „Deutsche“. Für die Befürworter der Aldietse Beweging zählten auch Sprecher des Plattdeutschen als „diets“.

## Geschichte

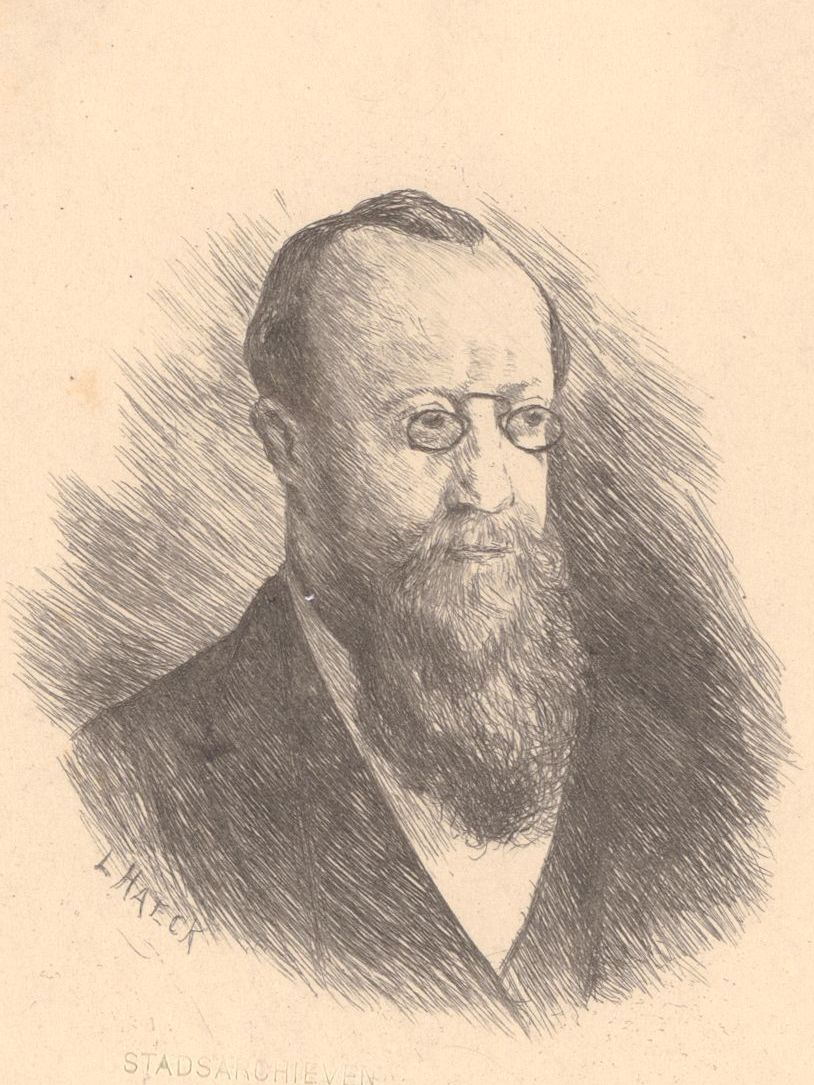
Constant Jacob Hansen (1833–1910) Gründer und Anführer der „Aldietse Beweging“.

Der Gründer und Anführer der „Aldietse Beweging“ war Constant Jacob Hansen (1833–1910), Bibliothekar der Bibliothek von Antwerpen und Flamingant. Hansen, der Sohn eines dänischen Vaters und einer niederländischen Mutter, reiste 1856 über Norddeutschland nach Dänemark, um mehr über seinen Ursprung zu erfahren. Bereits ein flämischer Nationalist, gehörte er einer Fraktion innerhalb der flämischen Bewegung an, die dem deutschen Nationalismus positiv gegenüberstand, nicht nur wegen der gemeinsamen anti-französischen Einstellung, die in beiden Bewegungen verbreitet war, aber weitgehend in den Niederlanden fehlte, sondern auch wegen des Prestiges Deutschlands als aufstrebende Macht in Europa. Seine Reise hatte einen tiefgreifenden Einfluss auf ihn und überzeugte ihn von einer natürlichen kulturellen und sprachlichen Affinität sowie einer Gemeinsamkeit zwischen den Sprechern des Niederländischen, Niederdeutschen und Friesischen. Die von ihm begründete „Aldietse Beweging“ stellte sich als restaurativ dar und wollte das, was sie als eine einst „von Dünkirchen bis Königsberg“ florierende und einflussreiche gemeinsame oder sehr ähnliche Kultur betrachtete, wiederherstellen und erneuern.
Der Hauptauslöser und wiederkehrende Leitgedanke von Hansens Bewegung war jedoch seine Überzeugung, dass die zeitgenössische niederländische Sprache verfälscht und entwürdigt worden sei. Als begeisterter Forscher der mittelniederländischen Dichtung stellte Hansen die Behauptung auf, dass die kaufmännische Natur der niederländischen Gesellschaft im 16. und 17. Jahrhundert und ein wachsender französischer Spracheinfluss die niederländische Literatur und Sprache entwertet hätten. Die Befürworter der Bewegung hofften, die niederländische Kultur zu erneuern und zu stärken, indem sie versuchten, den deutschen nationalistischen Elan zu übernehmen und das (ländliche) Norddeutschland als eine Art Refugium einer traditionellen niederländisch-niederdeutschen Kultur zu idealisieren. Dabei zeigt die Bewegung viele Ähnlichkeiten mit der später gegründeten Niederdeutschen Bewegung, mit der sie recht intensiv zusammenarbeitete. Die Bewegungen unterschieden sich jedoch in mehreren wesentlichen Punkten. Innerhalb der Niederdeutschen Bewegung war Antisemitismus weit verbreitet, ebenso wie die Ansicht, dass die Niederländer und Flamen eigentlich Ableger eines größeren niederdeutschen Volkes oder einer größeren niederdeutschen Kultur seien, die selbst Teil einer großdeutschen Nation sein sollte. Die „Aldietse Beweging“ hingegen strebte nicht danach, sich der deutschen Nation anzuschließen. Stattdessen hoffte sie, die niederländische Kultur wiederherzustellen und neu zu beleben und erwarteten, dass sich die Niederdeutschen dieser niederländisch-flämischen Gemeinschaft anschließen würden, sobald sie wiederbelebt worden war, wobei Hansen so weit ging, eine neue Lingua Franca für diese Gemeinschaft zu schaffen, die bezeichnenderweise im Wesentlichen Mittelniederländisch mit einer deutsch beeinflussten Orthographie war. Die Gründung des Deutschen Kaiserreiches 1871 machte diese Pläne zunichte und bedeutete das Ende der Bewegung.

## Evaluation
Die relative Bedeutung der „Aldietse Beweging“ in der umfassenderen Historiographie der niederländischen und flämischen nationalistischen Bewegungen ist vor allem auf den Einsatz ihres Gründers Hansen zurückzuführen, der einen Großteil seines Lebens ihrer Förderung widmete. Die Bewegung selbst fand nur begrenzte Unterstützung, hauptsächlich in Flandern, und erzielte wenig nennenswerte Erfolge. Historiker und Kritiker stellten fest, dass die Bewegung zwar mehrere Publikationen hervorbrachte, die darauf abzielten, ein Gefühl der gemeinsamen Verwandtschaft zwischen niederländischen, friesischen und niederdeutschen Sprechern zu fördern, es ihr jedoch völlig an einem politischen Programm oder Rahmen fehlte, um die Niederlande, Belgien, Teile Frankreichs, Dänemarks und Norddeutschlands politisch zu vereinen, oder in welcher konkreten Form dies geschehen sollte. Die Vereinigung Deutschlands unter preußischer Führung beendete die „Aldietse Beweging“ faktisch, da die Aussichten auf eine Vereinigung praktisch nicht mehr existierten.